# Leśny Park Niespodzianek w Ustroniu
Leśny Park Niespodzianek – ogród zoologiczny założony w 2002 w Ustroniu, w Beskidzie Śląskim, położony na stoku Równicy ze starodrzewiem bukowym. Zajmuje obszar 15 ha. 

## Historia
Ogród otwarto dla zwiedzających 1 sierpnia 2002. Prezentowane są tu między innymi: jelenie szlachetne, żubry, muflony, daniele, alpaki, dziki, bieliki amerykańskie, orły stepowe, myszołowy zwyczajne, sowy a także żbiki i jenoty. Park organizuje pokazy lotów ptaków drapieżnych i sów z wykorzystaniem metod sokolniczych.
Dla dzieci przygotowano bajkową aleję, przy której umieszczono domki, z postaciami z jedenastu popularnych bajek, takich jak np. Bolek i Lolek, Kot w Butach, Czerwony Kapturek i inne.

## Galeria

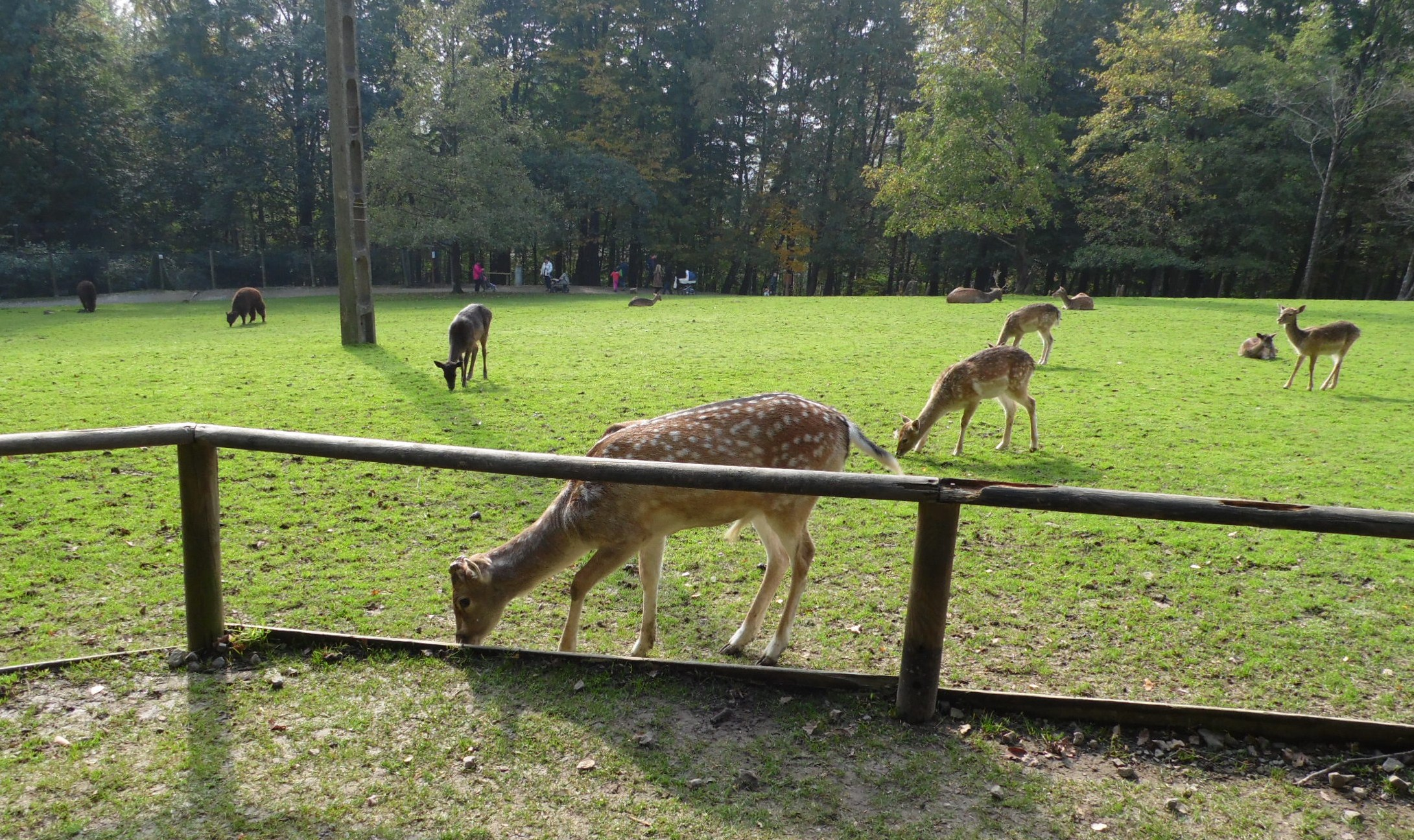
Daniel zwyczajny (Dama dama)
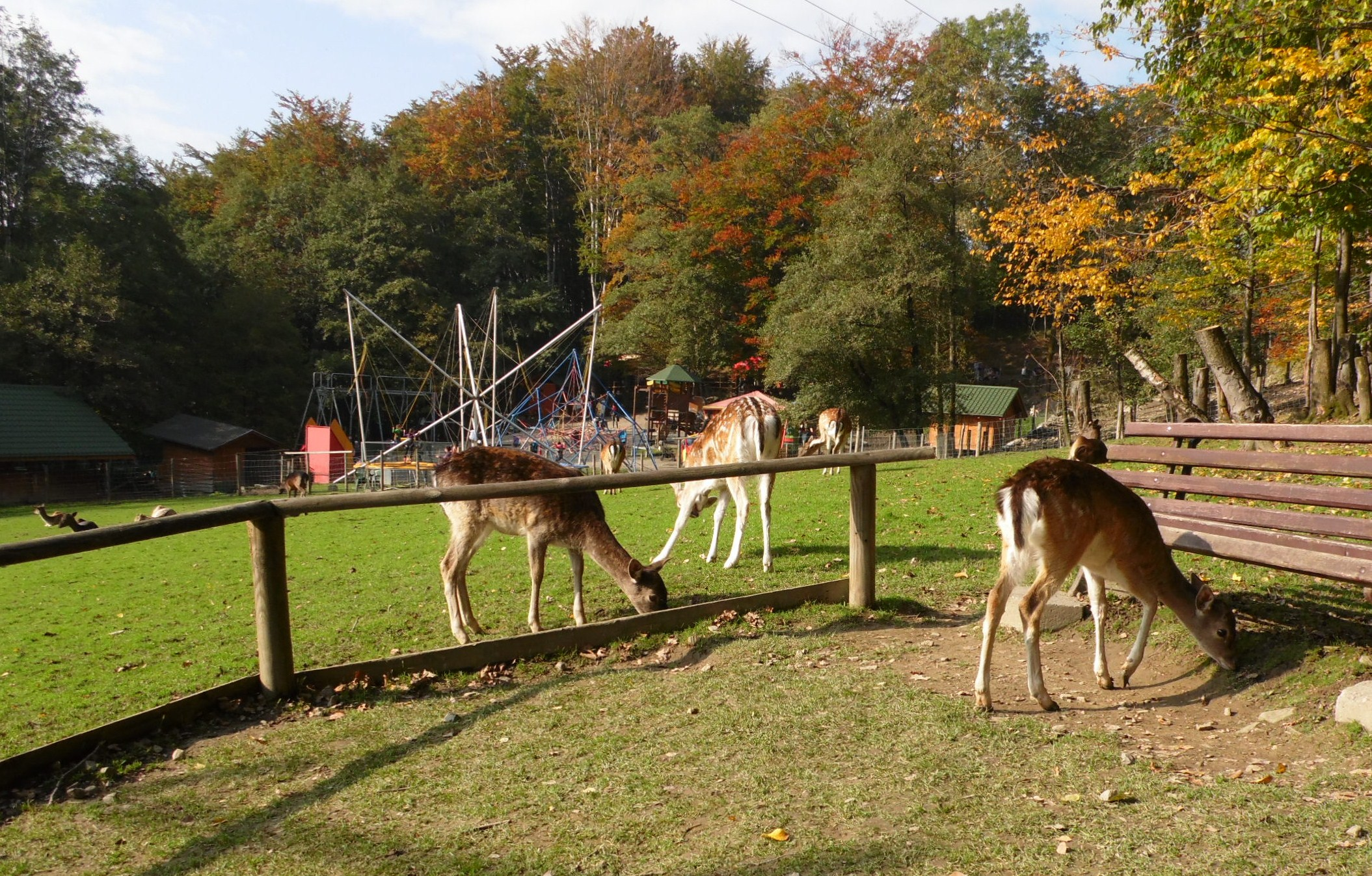
Wybieg jeleniowatych
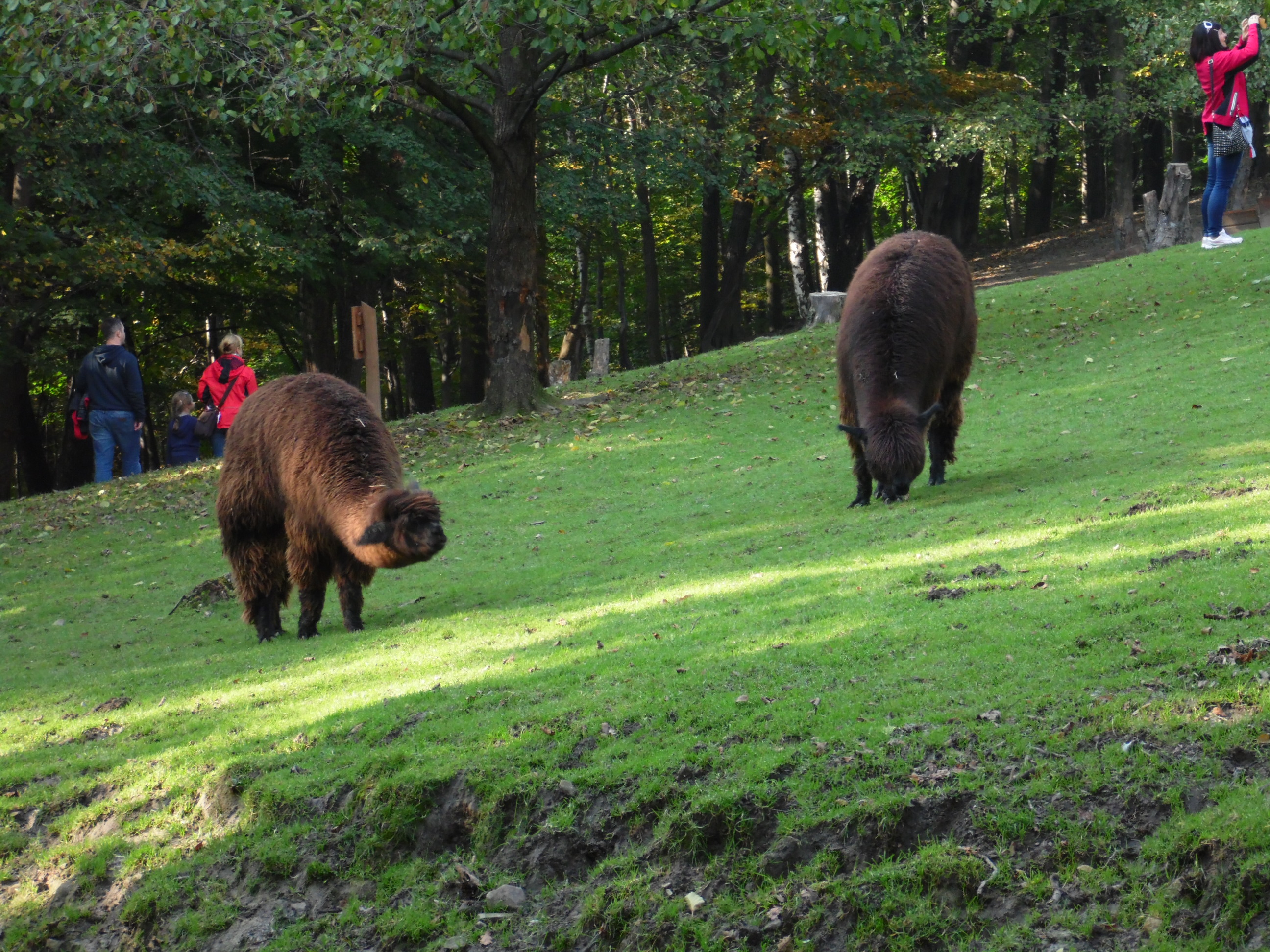
Alpaka (Vicugna pacos)
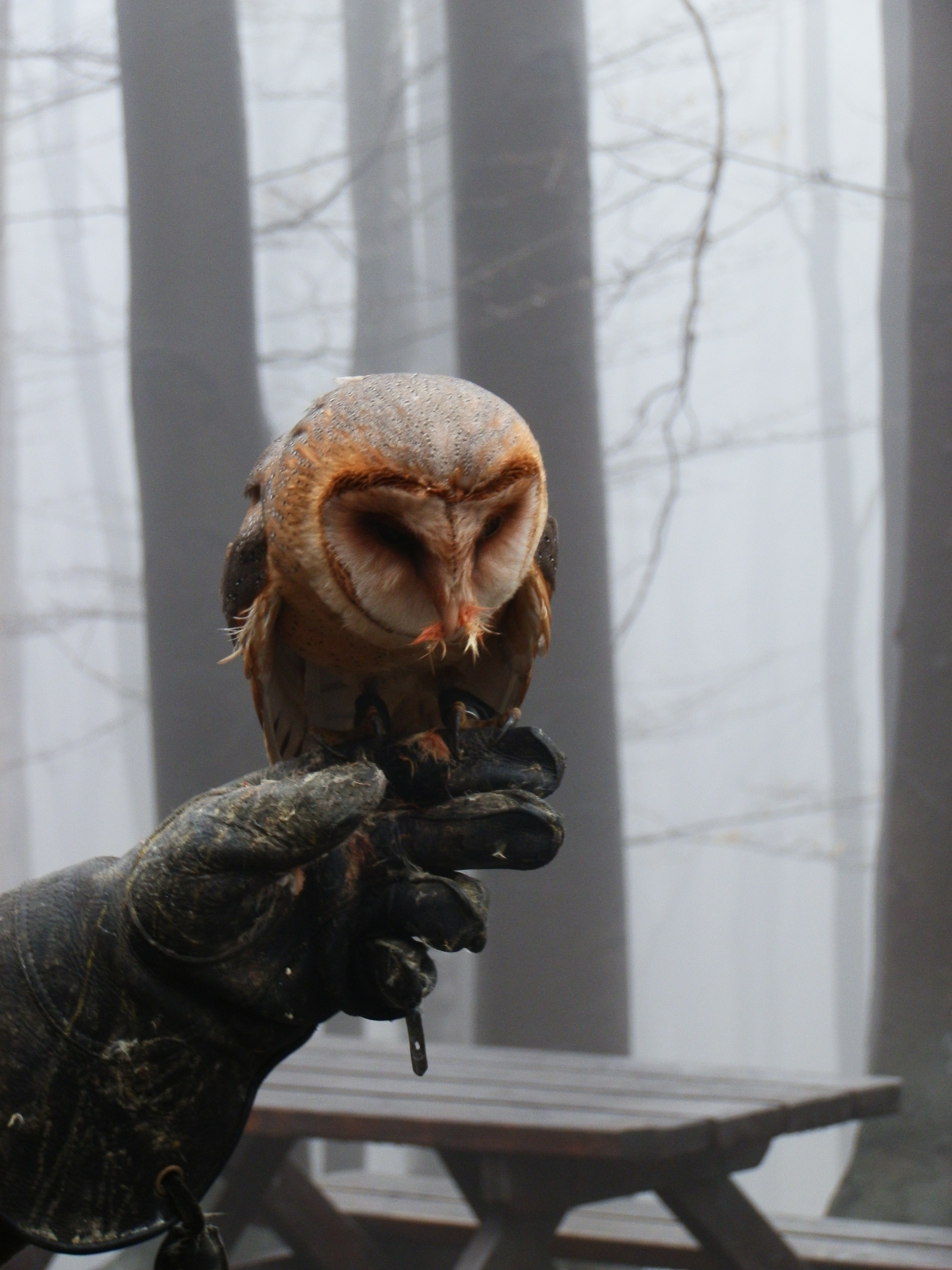
Pokaz lotów z wykorzystaniem metod sokolniczych